# Бой под Сташувом
Бой под Сташувом — сражение произошедшее 5 (17) февраля 1863 года между польскими повстанцами и регулярными войсками в ходе Январского восстания.

## Предыстория
После победы в бою под Святым Крыжем 31 января (12 февраля) 1863 года генерал Мариан Лангевич решил идти на юг, чтоб занять Сташув для пополнения живой силой и провизией. В составе его отряда было около 400 человек и 4 орудия захваченных у регулярных войск. 3 (15) февраля 1863 года местечко без боя было занято повстанцами. Население приветствовало их как освободителей. Был проведен даже своеобразный повстанческий парад. За два дня к его отряду присоединилось более 200 человек, в том числе множество добровольцев из Галиции.

## Бой
Занятие местечка не осталось незамеченным российскими властями. На разгром отряда и зачистку города от повстанцев с юго-запада вышел отряд регулярных войск численностью в одну роту пехоты (120 человек) и эскадрона гусар (75—100 человек). Заранее узнав об этом, Лангевич приказал рассредоточить орудия по холмам, окружавшим город с юго-запада, что и было сделано. Также по его приказу был сожжен мост через речку Чарна, дабы не дать возможность регулярным войскам переправиться через реку и подойти близко.
Через несколько часов к городу подошли регулярные войска. Первая атака потерпела сокрушительное поражение. Русские солдаты, оказавшись под шквальным огнём повстанческих орудий, понесли потери и были вынуждены отступить, открыв ответный огонь из артиллерии по позициям мятежников. Бой продолжался около 3 часов, в результате которых ни одна из сторон не могла перейти в наступление, ограничившись лишь артиллерийской перестрелкой, в ходе которой от попадания русских снарядов в нескольких домах начался пожар. В конце концов русский отряд, понесший более значительные потери, так как находился на открытой равнинной местности, был вынужден отступить к местечку Стопница обеспечив повстанцам тактическую победу.

## Последствия
В бою регулярные войска понесли значительные потери, было убито не менее 20 солдат, еще около 100 были ранены. Повстанцы потеряли не менее 4 убитыми. Понимая, что русские вернутся с более значительными силами и все равно займут город, Лангевич, в ночь на 6 (18) февраля 1863 год был вынужден отдать приказ об отступлении своего отряда из города, что и было выполнено. На следующий день местечко без боя было занято регулярными войсками. Отряд Лангевича же, направился на северо-запад к местечку Мологощ. 